# Zibello
Zibello (Zibèl in dialetto parmigiano) è una frazione del comune sparso di Polesine Zibello, nella provincia di Parma in Emilia-Romagna.
Fino al 31 dicembre del 2015 costituì un comune autonomo, comprendente anche la frazione di Pieveottoville e parte di quella di Ardola, prima della fusione col comune di Polesine Parmense. A Zibello è situata la sede municipale dell'ente unificato.
Il borgo è rinomato per la produzione del culatello di Zibello.

## Geografia fisica
Zibello sorge nella bassa parmense sulla riva destra del fiume Po, in adiacenza al suo argine maestro.

## Origini del nome
La località era anticamente chiamata "Gibello", che potrebbe aver origine da "gibbo", in riferimento alla posizione leggermente sopraelevata del borgo rispetto ai terreni limitrofi. Secondo altre ipotesi il toponimo potrebbe derivare da "zobello", dal latino iugum (ossia "giogo", "passaggio"), col significato di "argine di passaggio". Il nome potrebbe aver infine origine da "Ghibello", in riferimento ai suoi feudatari Pallavicino, di tradizione ghibellina.

## Storia
La zona di Zibello risultava abitata già in epoca preromana e romana, come testimoniato dal rinvenimento di alcuni reperti e dalla suddivisione territoriale che in parte ricalca ancora l'antica centuriazione; secondo la tradizione Marco Bruto, pretore della provincia di Cremona, vi avrebbe fatto costruire una fortificazione difensiva, dotata di quattro torrioni.
In epoca medievale Zibello era soggetta alla vicina corte regia di Cucullo, assegnata intorno all'800 alla diocesi di Cremona dall'imperatore del Sacro Romano Impero Carlo Magno.
Intorno alla metà del XII secolo il feudo di Zibello fu assegnato ai marchesi Cavalcabò, che già vi possedevano numerose terre alla pari dei Pallavicino e dei Sommi; risale forse a quell'epoca la costruzione del castello, citato per la prima volta nel 1194 in occasione del matrimonio della figlia del marchese Sopramonte Cavalcabò.
Nel 1218 il possente maniero fu vittoriosamente difeso dalle truppe cremonesi e parmigiane in un'aspra battaglia contro le forze milanesi e piacentine.
Nel 1249 l'imperatore Federico II di Svevia investì il suo condottiero Oberto II Pallavicino di numerose terre del Parmense, tra cui Zibello. Tuttavia, nel 1268 le truppe cremonesi attaccarono e conquistarono il maniero, distruggendolo.
Con la presa del potere da parte dei Visconti nel ducato di Milano, nel XIV secolo i Pallavicino rientrarono in possesso dei loro territori nell'Oltrepò cremonese. Nel 1348 Donnino Pallavicino ereditò dal padre Manfredino, in seguito alla divisione col fratello Oberto, i feudi di Zibello, Ravarano, Casola, Monte Palerio, Sant'Ilario Baganza, Cella e Parola.
Nel 1395 Niccolò Pallavicino ricevette conferma dell'investitura dal Re dei Romani Venceslao di Lussemburgo.
Nel 1417 l'esercito del marchese di Ferrara Niccolò III d'Este, condotto da Uguccione dei Contrari con l'aiuto dei capitani Cabrino Fondulo, Bartolomeo Arcelli e Pier Maria I de' Rossi, pose l'assedio al castello di Zibello, che capitolò il 7 gennaio del 1418. Antonio e Donnino Pallavicini, con i figli, furono confinati a Parma, ma riuscirono a fuggire e contrattaccarono, invano, il maniero; l'Estense decise quindi di assegnare il feudo a Cabrino Fondulo.
Alla fine del 1420 Parma e il Parmense furono cedute al duca di Milano Filippo Maria Visconti, che nel 1424 fece catturare il Fondulo, confiscando le sue terre. Nel 1428 i contrasti tra i Rossi, i Pallavicino e altre famiglie insanguinarono il Parmense; al termine degli scontri, il duca Filippo Maria decise di restituire a vari ex-feudatari le terre perse negli anni precedenti; ad Antonio Pallavicino, marchese di Ravarano, fu riassegnato il feudo di Zibello, ma l'anno seguente il cugino Rolando il Magnifico se ne impossessò. Nel 1431 il Visconti riconobbe a Orlando il possesso delle sue terre, comprendenti anche il feudo di Zibello con Pieve Altavilla; l'anno seguente Antonio alienò ufficialmente la metà da lui posseduta di Zibello a Rolando, ma il contratto fu formalizzato solo nel 1434.
Nel 1441 Niccolò Piccinino convinse il duca Filippo Maria del tradimento da parte di Rolando il Magnifico e si fece incaricare di conquistarne lo Stato Pallavicino; attaccato su più fronti, il Pallavicino fu costretto alla fuga e tutti i suoi feudi furono incamerati dal Duca. Nel 1445 il Marchese diede prova di lealtà al Visconti, che acconsentì alla restituzione di quasi tutte le terre confiscate, a eccezione di Monticelli d'Ongina e alcuni altri feudi donati al Piccinino.
Alla morte di Rolando nel 1457 il marchesato di Zibello, unitamente a metà di Solignano, fu ereditato dal figlio Giovanfrancesco; il Marchese, investito al termine della guerra dei Rossi del 1482 anche del feudo di Roccabianca, trasformò il borgo di Zibello nella capitale del suo piccolo Stato, ricostruendo il castello e avviando nel 1494 i lavori di edificazione del convento dei Domenicani. L'anno seguente fu confermato nell'investitura feudale dal duca di Milano Ludovico il Moro, ma nel 1497 morì, nominando suo successore a Zibello il figlio Federico e incaricandolo di completare la costruzione del convento e di edificare una chiesa da destinare a cappella gentilizia per la famiglia.
Nel 1502 scomparve Federico, nominando eredi i figli Giovan Francesco II, Ippolita, Giacoma e Argentina e la moglie Clarice Malaspina; nel 1514 morì anche il marchese Giovan Francesco, testando a favore delle sorelle. Il marchese di Cortemaggiore Gian Lodovico II Pallavicino, marito di Ippolita, prese possesso del castello, senza considerare le quote sul feudo detenute dalle cognate e da Bernardino e Rolando, fratelli di Federico, i quali nel 1515 strinsero d'assedio il maniero fino alla sua capitolazione dopo oltre due mesi.
Nel 1526 Bernardino lasciò la sua metà di Zibello al figlio Uberto, che nel 1529 ereditò anche la quota dello zio Rolando; il Marchese fu però scomunicato dal papa Clemente VII e nel 1530 il marchese Ludovico Rangoni, genero di Rolando Pallavicino, con l'aiuto delle truppe pontificie espugnò il maniero dopo un assedio; Ludovico si impossessò così dei feudi di Zibello e Roccabianca, dando avvio alla lunghissima lite giudiziaria nota come Causa Parmensis Status. Nel 1546 il nuovo duca di Parma e Piacenza Pier Luigi Farnese investì ufficialmente di entrambi i feudi Giulio e Pallavicino Rangoni, figli di Ludovico, che ne ricevettero conferma anche dal duca Ottavio.

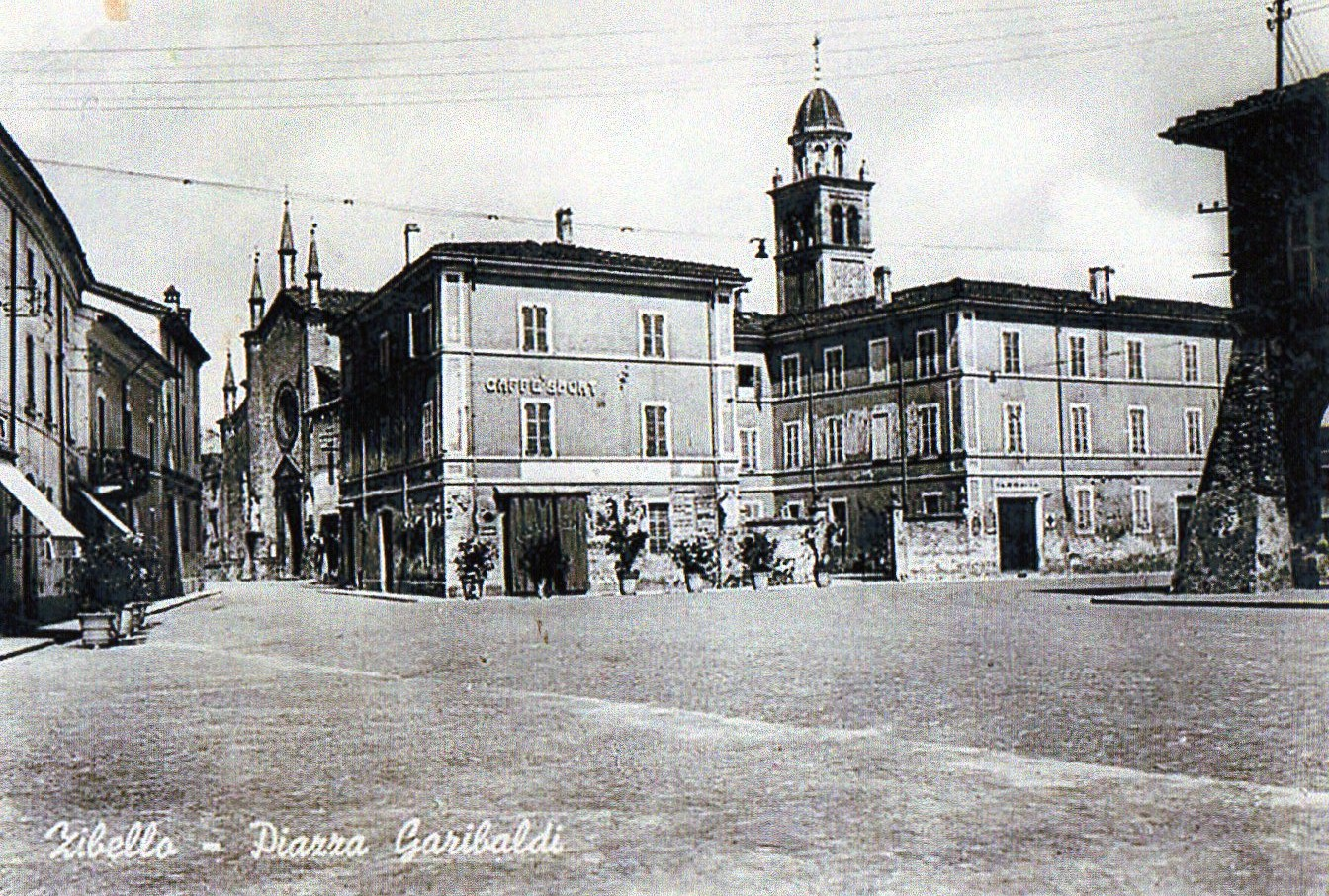
Veduta del borgo di Zibello, da una cartolina del 1959

La lite giudiziaria tra i Pallavicino e i Rangoni si concluse soltanto nel 1630 con una transazione, trascritta in sentenza nel 1632; Zibello tornò ai primi, mentre Roccabianca fu assegnata ai secondi, con la clausola che se questi ultimi si fossero estinti anche quel feudo sarebbe tornato ai Pallavicino di Zibello, come effettivamente avvenne nel 1762.
I Pallavicino mantennero l'investitura fino all'abolizione dei diritti feudali sancita da Napoleone nel 1806, quando l'ultimo marchese Antonio Francesco fu costretto a ritirarsi a Firenze. Zibello divenne quindi capoluogo di cantone, con giurisdizione anche sulla vicina Pieveottoville, e con l'Unità d'Italia sede di comune autonomo.
Nel corso della seconda guerra mondiale, tra il 1941 e il 1943, Zibello fu uno dei comuni della provincia di Parma adibiti a località di internamento libero per ebrei stranieri. Vi soggiornarono a domicilio coatto un totale di 17 profughi (incluse famiglie con bambini), provenienti dai Balcani. Nel settembre 1943, con l'occupazione tedesca e la Repubblica Sociale Italiana, gli ebrei internati si dettero alla fuga e si dispersero, riuscendo tutti ad evitare la cattura e la deportazione.
Nel 2010 furono aperte le consultazioni per fondere i due comuni di Polesine Parmense e Zibello in una singola entità; l'11 ottobre del 2015 il referendum diede esito positivo alla costituzione del nuovo comune di Polesine Zibello, che nacque ufficialmente il 1º gennaio del 2016.

### Simboli
Lo stemma di Zibello era stato riconosciuto con D.P.C.M. del 16 aprile 1953.
Lo stemma riprendeva, con alcune varianti, quello della famiglia Pallavicino che era scaccato di 5 punti di rosso equipollenti e 4 d'argento; col capo d'oro, all'aquila coronata spiegata di nero.
Il gonfalone era stato concesso con D.P.R. del 13 febbraio 1954.
La bandiera del comune era stata concessa con D.P.R. del 12 gennaio 2007.

## Monumenti e luoghi d'interesse

### Architetture religiose

#### Chiesa dei Santi Gervasio e Protasio

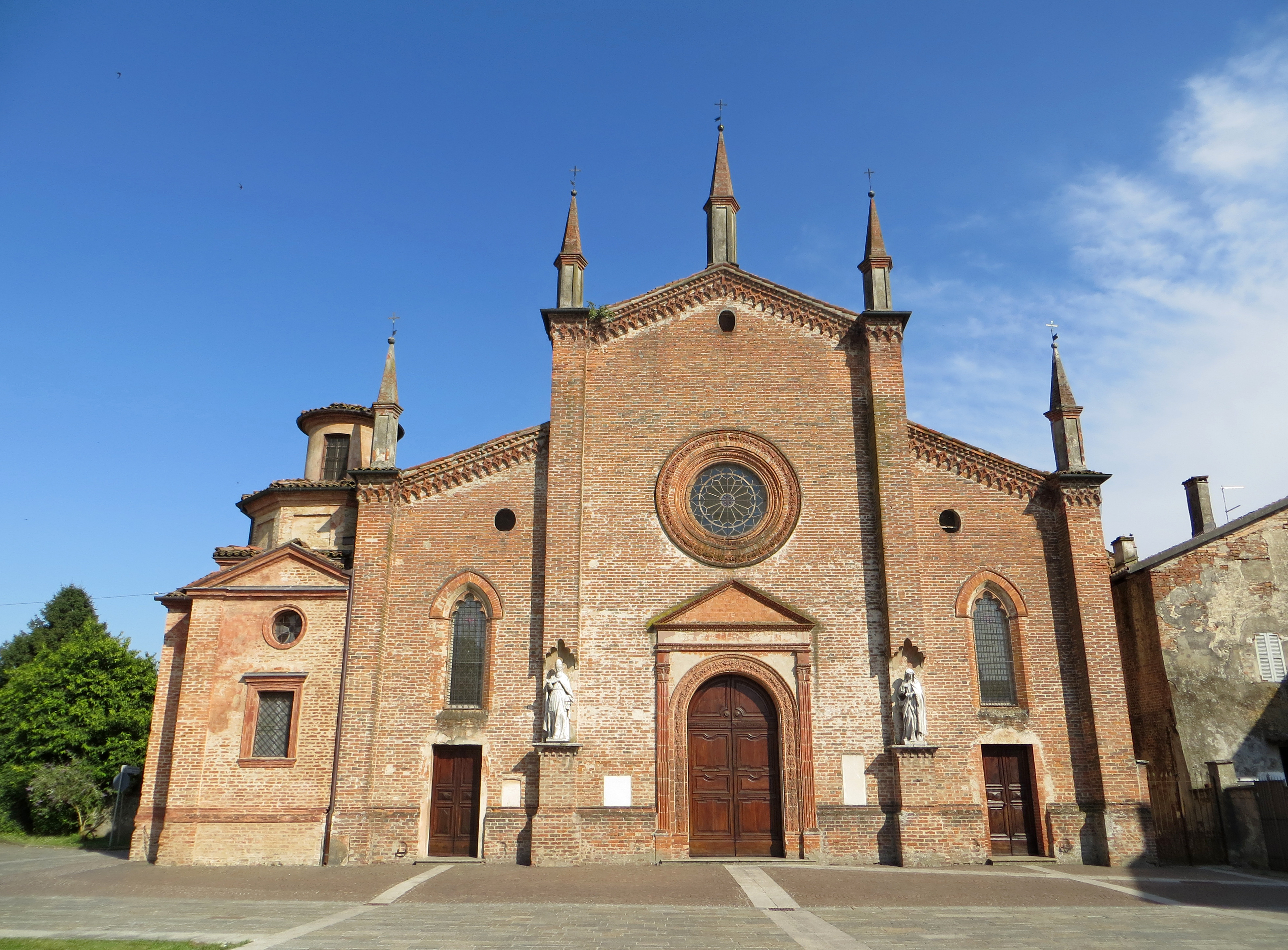
Chiesa dei Santi Gervasio e Protasio

Edificata a partire dalla prima metà del XVI secolo per volere del marchese Uberto Pallavicino, la chiesa tardo-gotica fu completata intorno al 1580; consacrata nel 1620, fu arricchita del campanile nel 1677; la facciata in mattoni rossi è decorata con lesene, pinnacoli, statue e, sul contorno del rosone e delle monofore, formelle in terracotta realizzate da Jacopo de Stavolis intorno al 1484; all'interno le cappelle del battistero e di san Carlo sono ornate con affreschi ottocenteschi eseguiti da Girolamo Magnani, mentre quella del Sacro Cuore è arricchita da affreschi novecenteschi dipinti da Giuseppe Moroni, autore anche delle vetrate della zona absidale; il presbiterio conserva infine una tela del 1723 raffigurante Maria Immacolata, Maria Maddalena, santa Caterina d'Alessandria e vari santi domenicani dell'artista Ignaz Stern.

#### Chiesetta della Beata Vergine delle Grazie

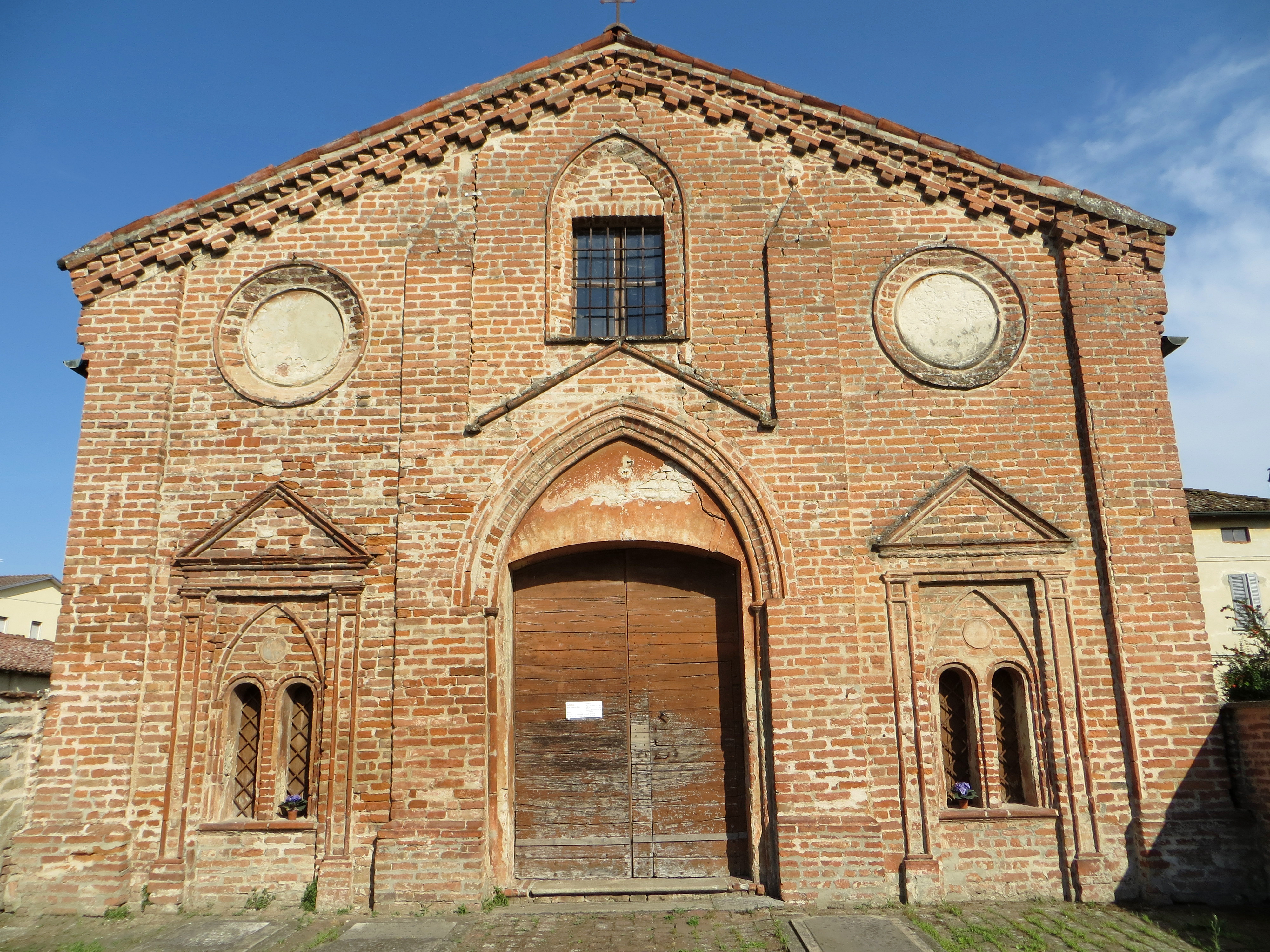
Chiesetta della Beata Vergine delle Grazie

Edificata probabilmente nel XIV secolo in stile gotico, la chiesetta, originariamente dedicata ai santi Gervasio e Protasio, fu intitolata alla Vergine delle Grazie in seguito alla costruzione della nuova chiesa cinquecentesca; modificata internamente nel XVII secolo in forme barocche, fu dotata di campanile nel 1866; restaurata nel corso del XX secolo, fu interamente riportata alla sua veste gotica, riscoprendo gli antichi affreschi nascosti dagli intonaci seicenteschi; la facciata in mattoni rossi è decorata con lesene, bifore, archi ogivali e fregi; gli interni conservano numerose tracce degli affreschi realizzati fra il XIV e il XV secolo.

#### Convento dei Domenicani

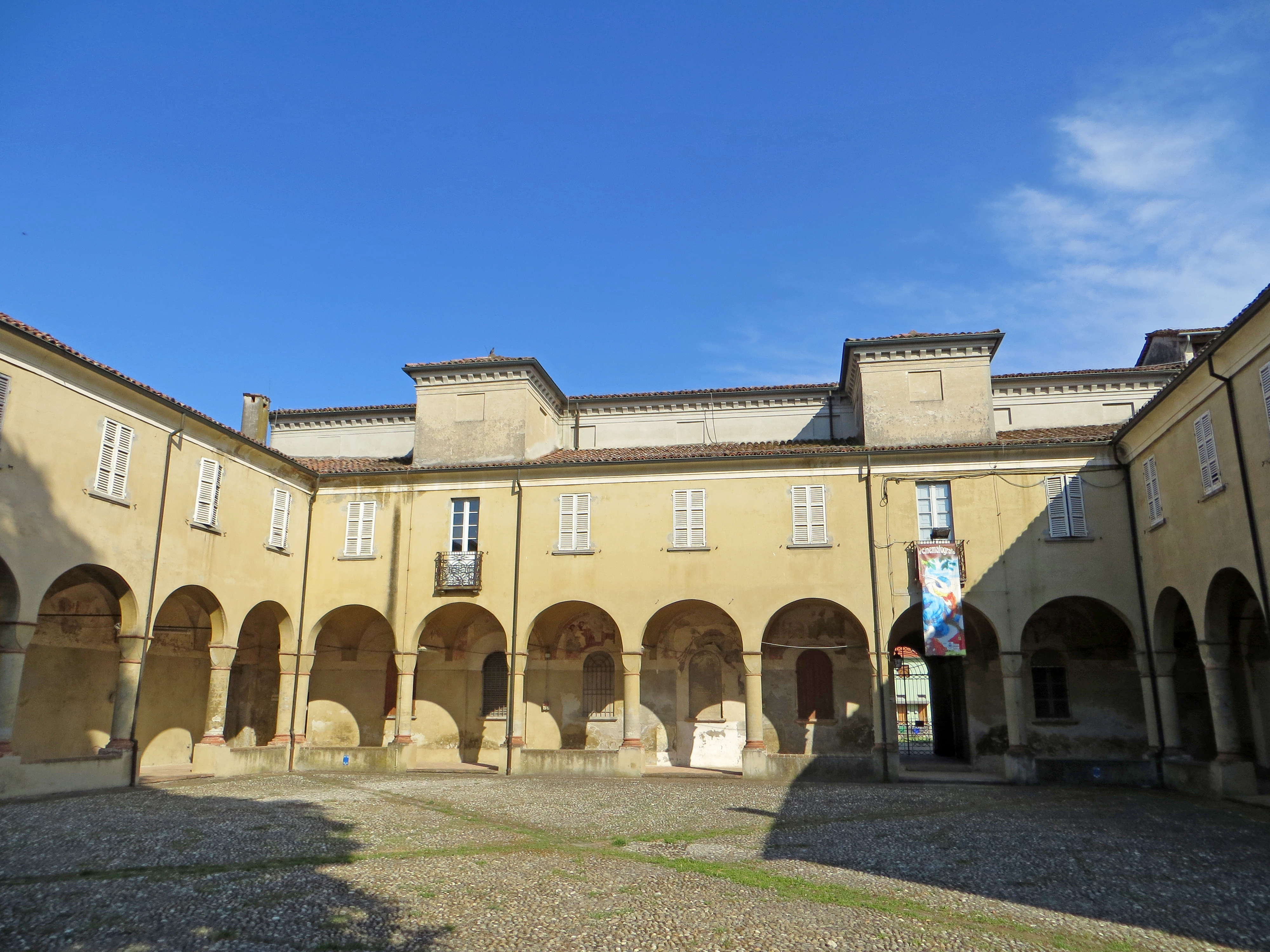
Chiostro del convento dei Domenicani

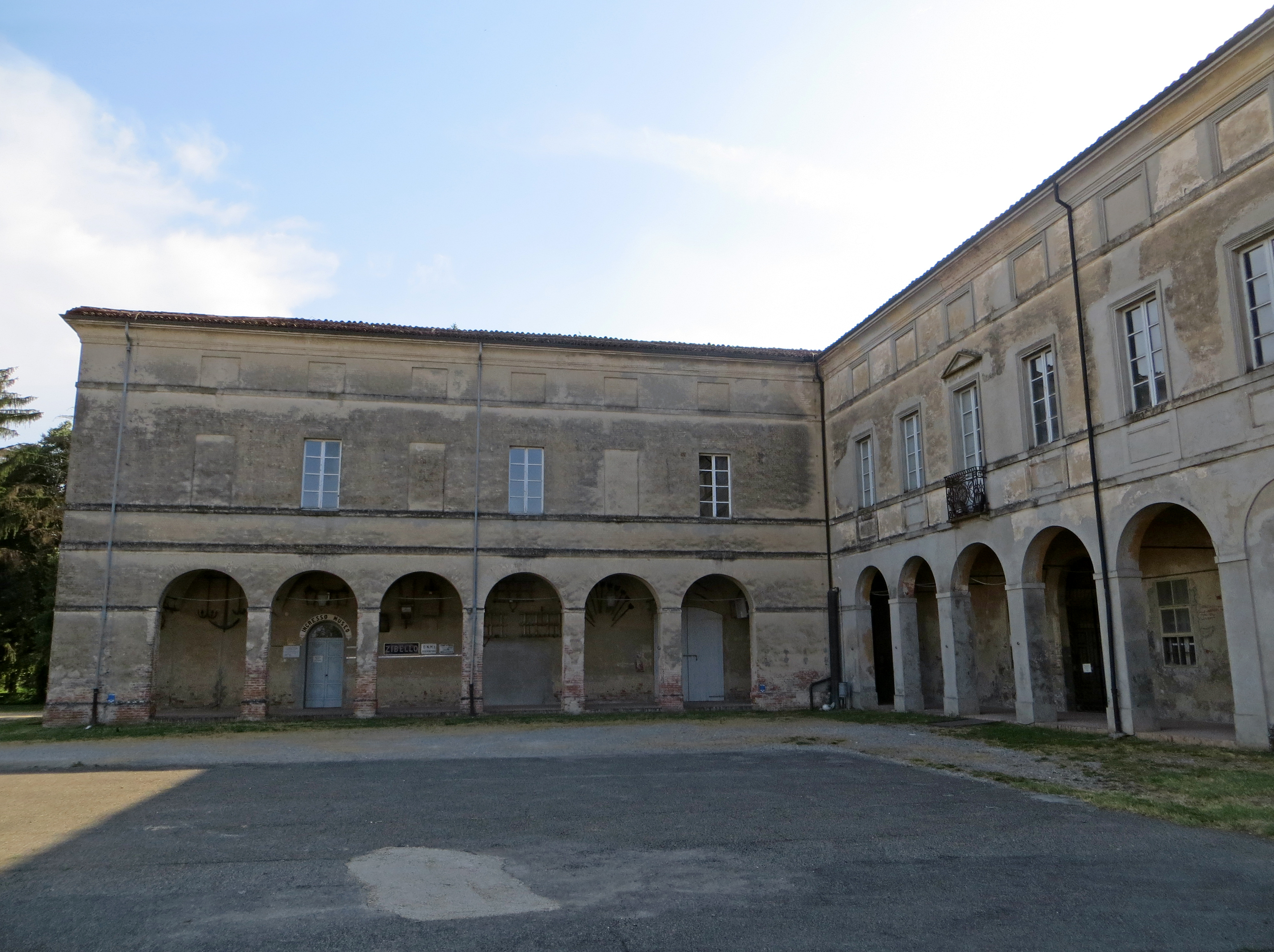
Ala sud-est e facciata posteriore del convento dei Domenicani

Costruito a partire dal 1494 per volere di Gianfrancesco I Pallavicino, il convento rinascimentale fu completato verso il 1510 dalla nuora Clarice Malaspina; sopraelevato nel XVII secolo dai domenicani, fu arricchito della facciata orientale neoclassica nel XVIII secolo; espropriato nel 1769 per effetto delle leggi ducali, fu riacquistato dai frati nel 1777, allontanati definitivamente nel 1805 in base ai decreti napoleonici; parzialmente abbattuto, il complesso fu trasformato nel 1822 in ospedale per volere della duchessa Maria Luigia e dotato di una nuova ala; alienato nel 1972 al Comune di Zibello, fu adibito a scuola e successivamente, al piano terreno, a sede del museo della civiltà contadina "Giuseppe Riccardi" e del museo "Il cinematografo".

### Architetture militari

#### Castello
Menzionato per la prima volta nel 1194 quale possedimento dei Cavalcabò, il possente castello subì un violento attacco nel 1218, ma resistette; assegnato nel 1249 a Oberto II Pallavicino, fu distrutto nel 1268 dalle truppe cremonesi; ricostruito dai Pallavicino nel XIV secolo, fu assediato nel 1417 dall'esercito del marchese di Ferrara Niccolò III d'Este e destinato l'anno seguente a Cabrino Fondulo; confiscato nel 1424 dal duca di Milano Filippo Maria Visconti, fu restituito nel 1428 ad Antonio Pallavicino, che l'anno seguente fu costretto a cederlo al cugino Rolando il Magnifico; riedificato alla fine del XV secolo dal primo marchese di Zibello Gianfrancesco I Pallavicino, fu occupato nel 1530 da Ludovico Rangoni e reso ai Pallavicino soltanto un secolo dopo, al termine di un'aspra lite giudiziaria; abbandonato in seguito, fu completamente demolito nel 1844 per riutilizzarne i materiali da costruzione.

### Architetture civili

#### Palazzo Pallavicino

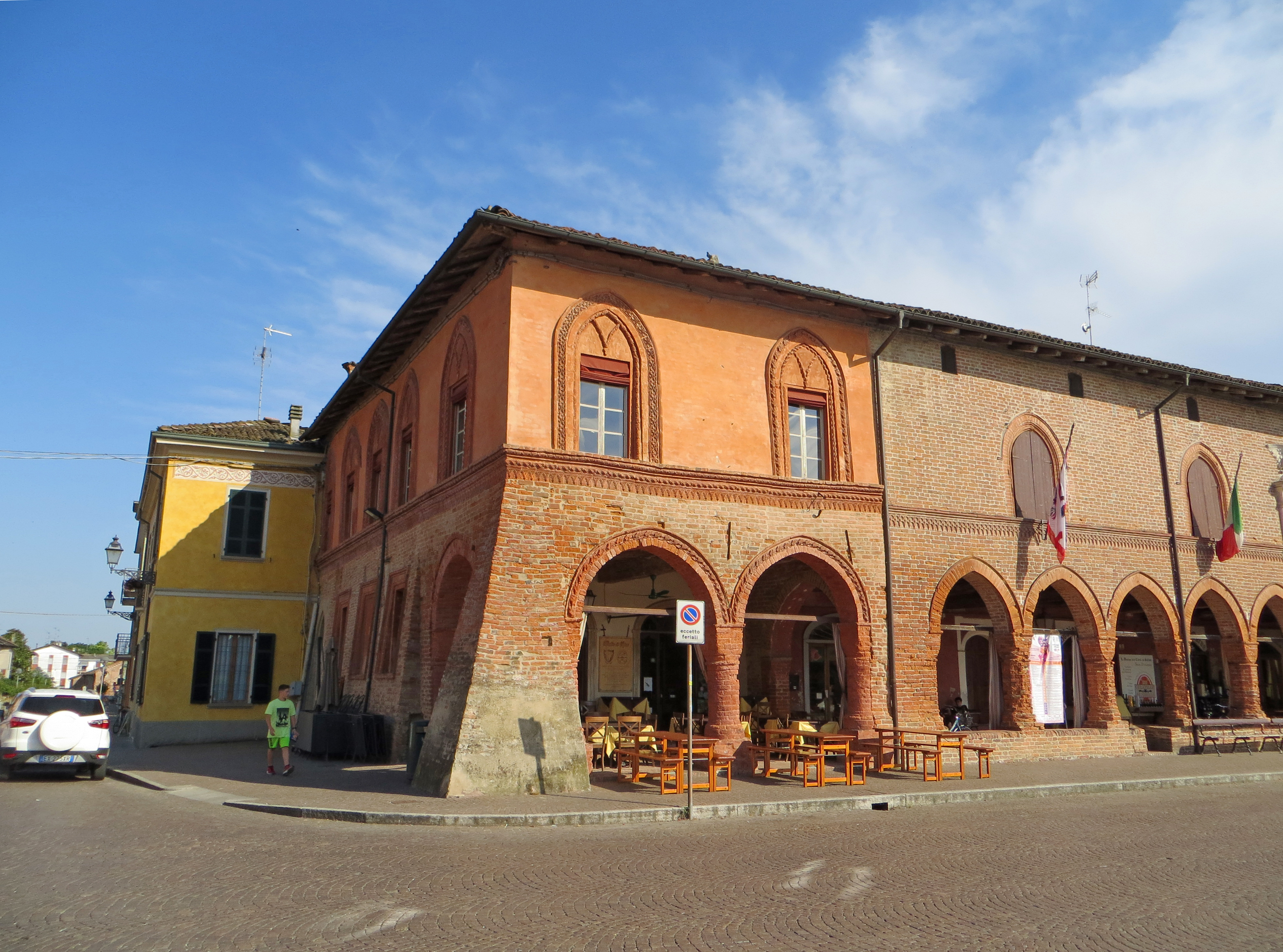
Ala nord del Palazzo Pallavicino

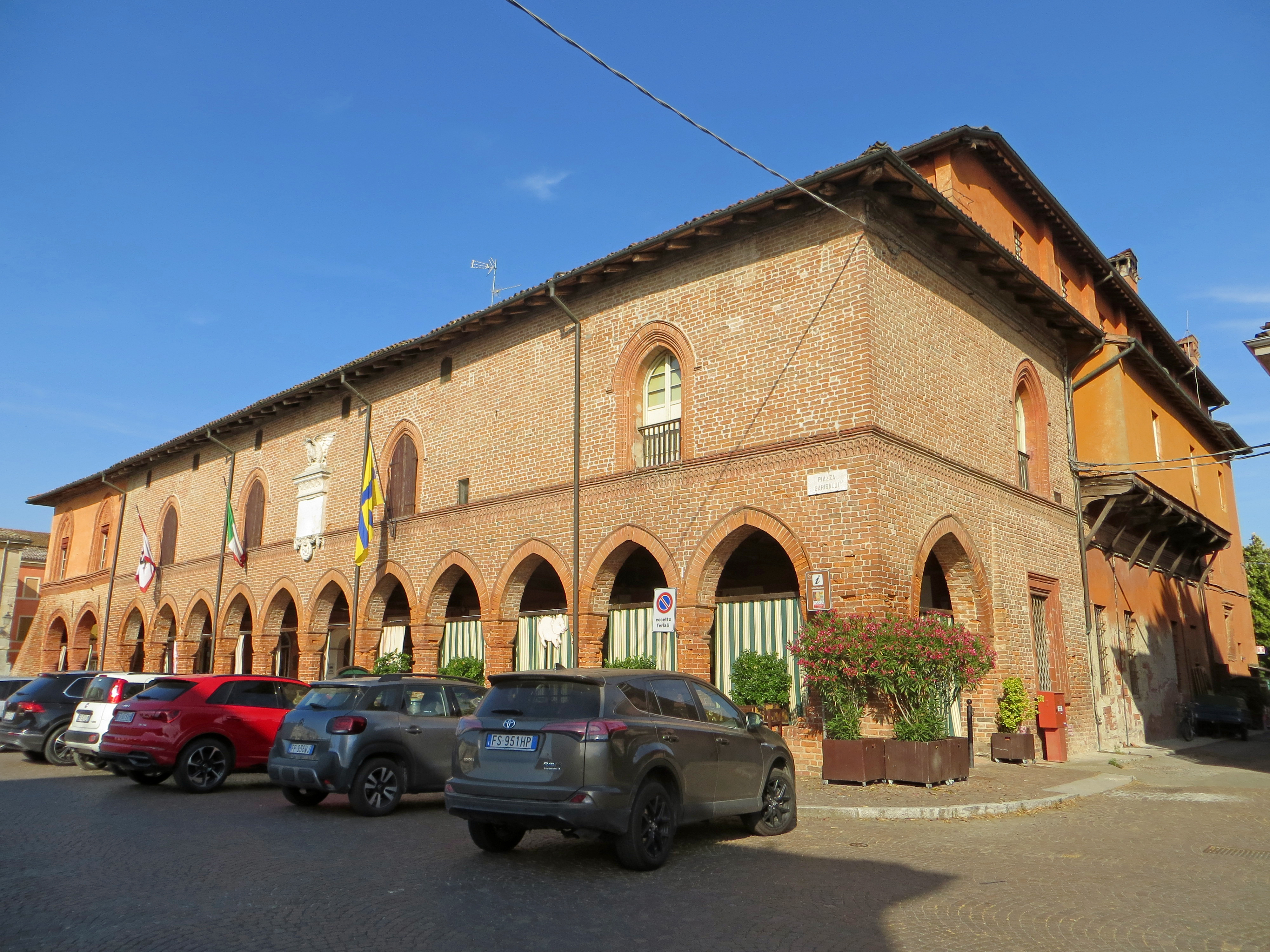
Ala ovest del Palazzo Pallavicino

Edificato a partire dal corpo a nord-est nella seconda metà del XV secolo durante il marchesato di Gianfrancesco I Pallavicino, il palazzo gotico fiorito fu completato nei primi anni del XVI secolo, all'epoca della reggenza della nuora Clarice Malaspina; modificato internamente nel 1804 con la costruzione del neoclassico Teatro Pallavicino commissionato dal marchese Antonio Francesco Pallavicino, l'edificio fu in parte restaurato nei primi anni del XXI secolo, recuperando alcune tracce delle antiche decorazioni; la facciata in mattoni rossi è caratterizzata dal lungo porticato ad archi ogivali retti da pilastri ottagonali coronati da capitelli a cubo scantonato; le finestre del piano superiore sono delimitate da archi a sesto acuto realizzati con formelle in cotto della bottega di Rinaldo de Stavoli.

#### Teatro Pallavicino

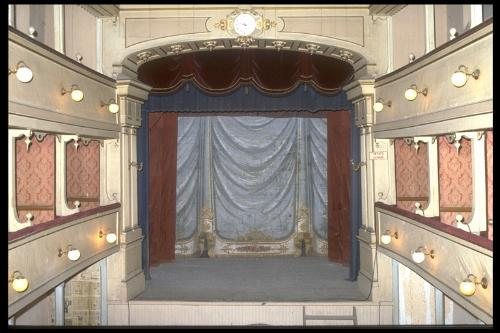
Interno del Teatro Pallavicino

Edificato al primo piano della porzione sud-ovest del palazzo Pallavicino per volere del marchese Antonio Francesco Pallavicino, il piccolo teatro neoclassico fu completato nel 1804; decorato e ampliato nel 1827, fu sopraelevato nel 1872 con la seconda fila di palchi; acquistato nel 1905 dal Comune di Zibello, fu ristrutturato tra il 1910 e il 1913 aggiungendo il loggione ligneo ed eliminando molte delle decorazioni ottocentesche; adibito a sala cinematografica nel 1930, fu chiuso nel 1963; sottoposto a più riprese a lavori di restauro tra il 1978 e il 2003, fu riaperto al pubblico al termine dei lavori.

## Società

### Evoluzione demografica
Sono qui riportati gli abitanti del comune autonomo di Zibello dal 1861 al 2011, che comprendeva oltre al capoluogo anche le frazioni di Ardola e Pieveottoville.
Abitanti censiti

## Cultura

### Musei

#### Museo della civiltà contadina "Giuseppe Riccardi"

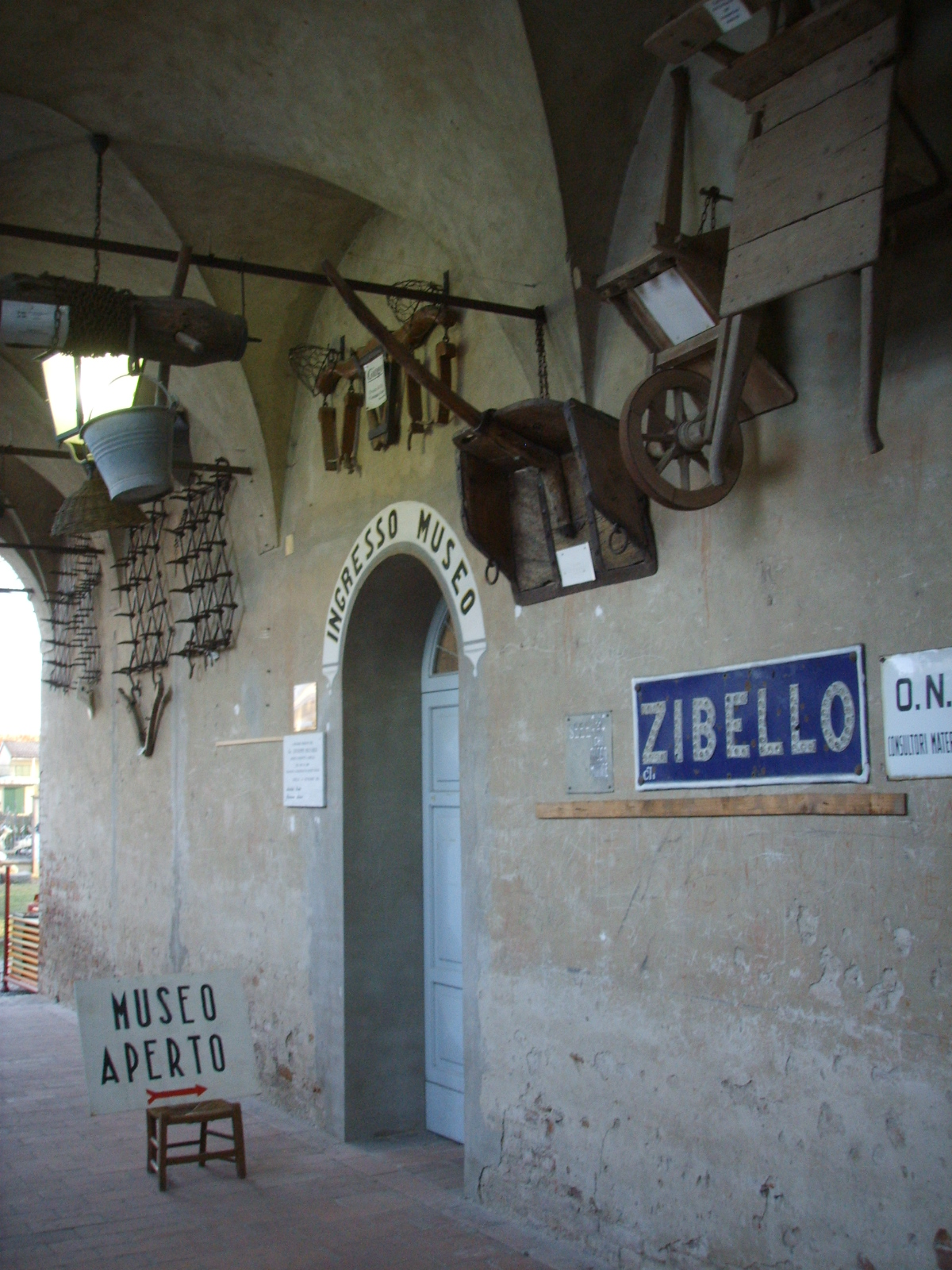
Museo della civiltà contadina "Giuseppe Riccardi"

Allestito nel 1985 da Giuseppe Riccardi al piano terra del convento dei Domenicani, il museo raccoglie numerosi oggetti e attrezzi legati al lavoro nei campi e alla vita contadina, provenienti dal territorio comunale e dalle zone limitrofe.

#### Museo "Il cinematografo"
Fondato da Luciano Narducci al piano terra del convento dei Domenicani, il museo raccoglie circa 600 oggetti relativi al mondo della cinematografia.

### Cucina

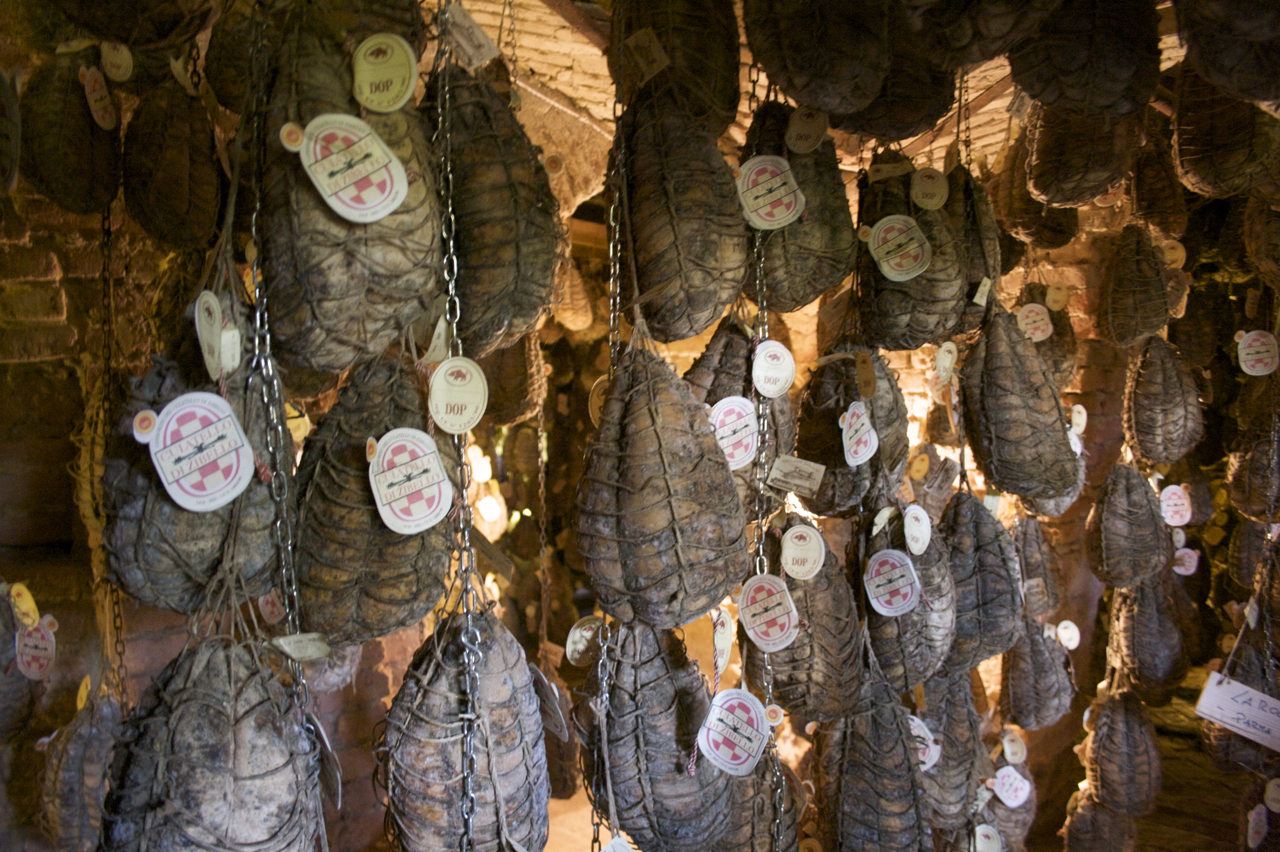
Culatelli in stagionatura

La località è nota per la produzione del culatello di Zibello, salume a denominazione di origine protetta catalogato tra i Presidi di Slow Food dell'Emilia-Romagna.
Benché prodotto probabilmente fin dal Medioevo, il culatello fu citato per la prima volta solo nel 1735, in un documento del Comune di Parma.

### Eventi

#### Festa del culatello
Dal 1986 il centro di Zibello è sede tra i mesi di maggio e giugno della festa del Culatello, sagra dedicata al salume zibellino, accompagnata da musiche, stand gastronomici e mostre.

#### November Porc

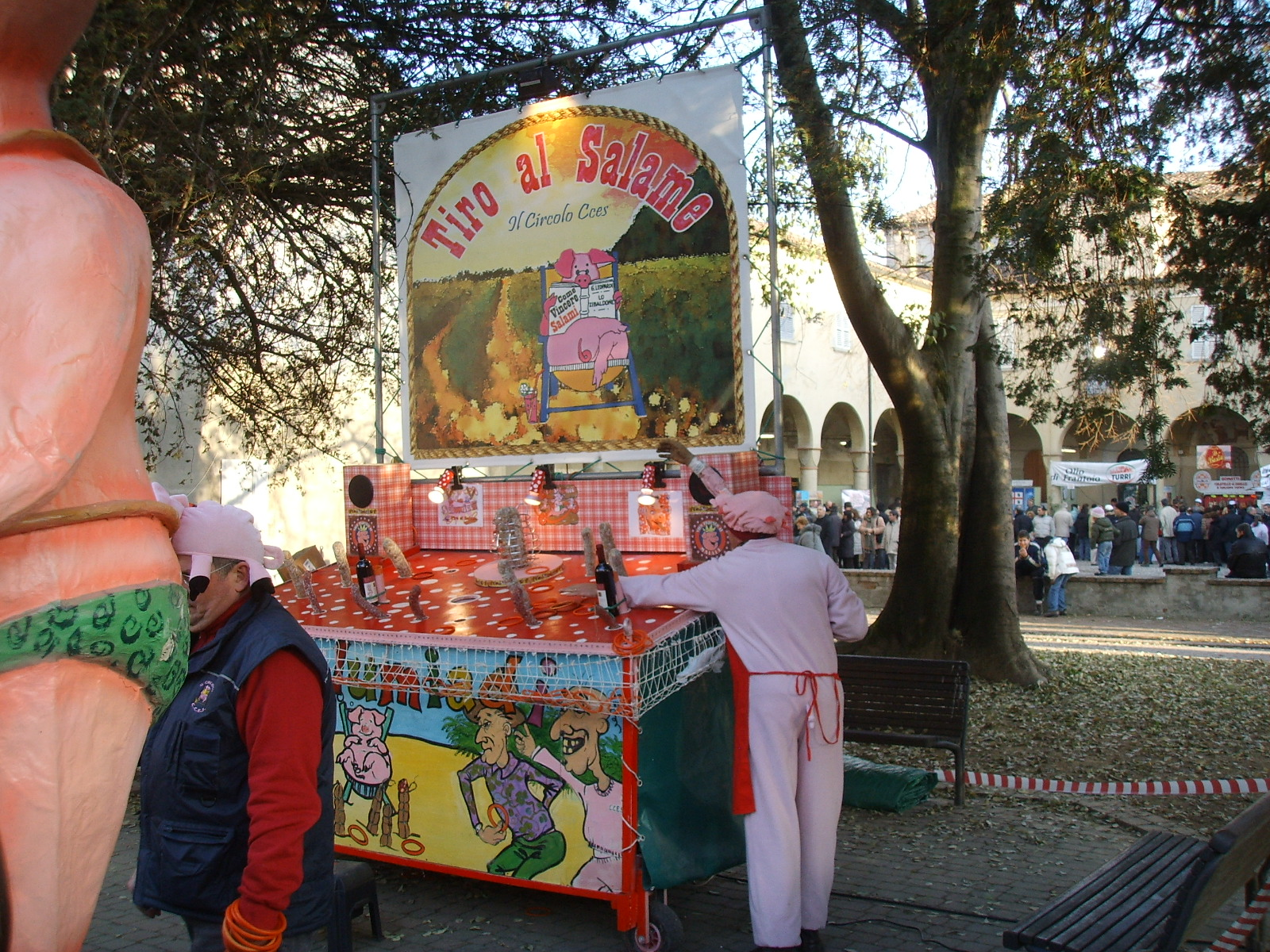
Il convento dei Domenicani durante il November Porc del 2007

Dal 2002 a Zibello è sede nel mese di novembre di una tappa della manifestazione November Porc, nata con l'iniziativa "Ti vendiamo un maiale". Nel corso dell'edizione del 2003 uno strolghino della lunghezza di 500 m consentì a Rino Parenti e ai suoi collaboratori di entrare nel Guinness dei primati.

## Infrastrutture e trasporti
Posta lungo la strada provinciale 10, fra il 1893 e il 1939 Zibello era servita da una stazione della tranvia Parma-San Secondo-Busseto, esercita a vapore, che percorreva tale direttrice stradale.
Il collegamento pubblico con Parma è da allora svolto mediante autoservizi gestiti da TEP.

## Amministrazione

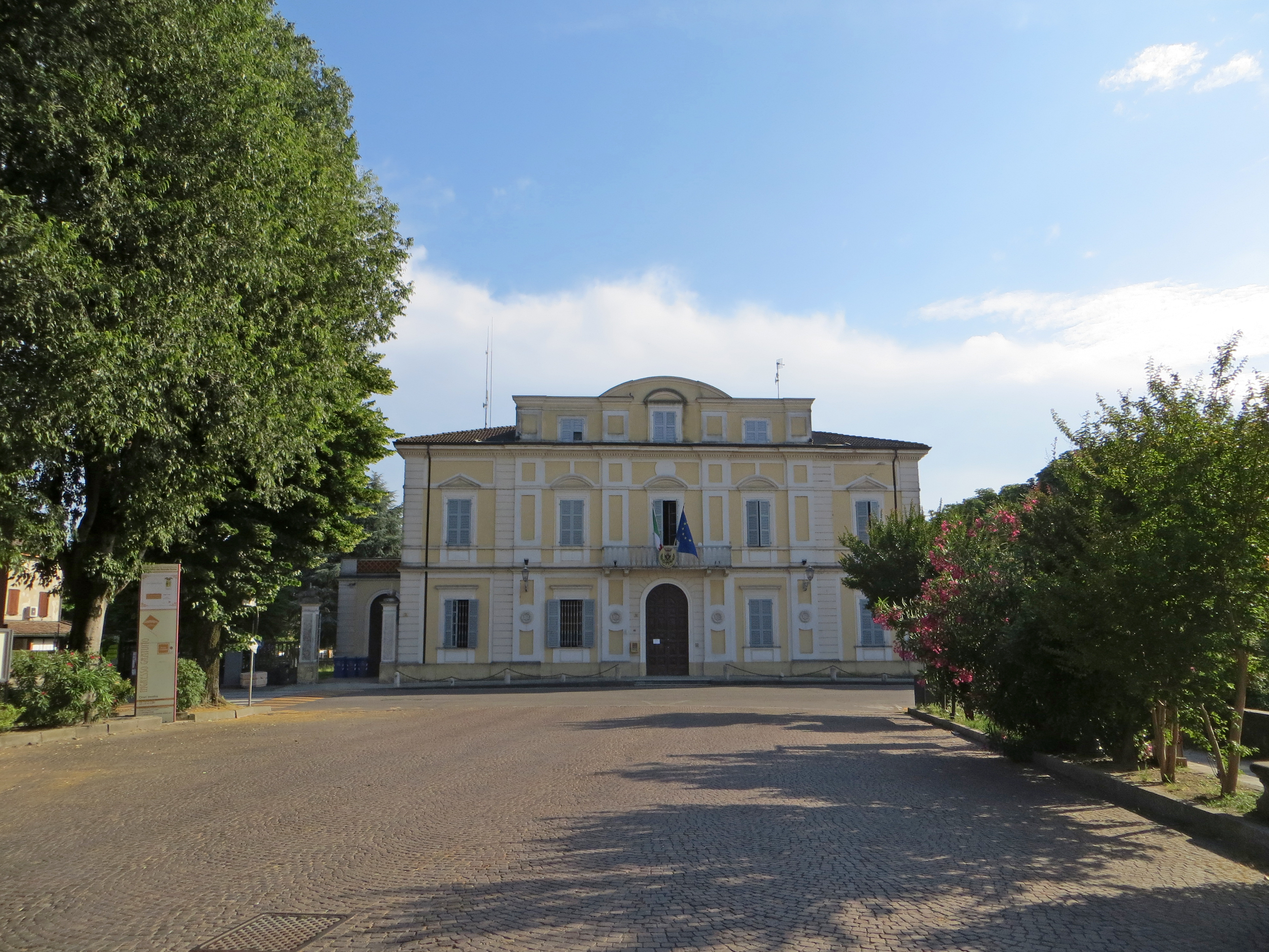
Palazzo municipale di Polesine Zibello

Posizione dell'ex comune di Zibello nella provincia di Parma

Insieme a Polesine Parmense, Zibello costituiva l'unione civica Terre del Po. Sulla scia di questa unione, nel mese di aprile del 2010 furono aperte le consultazioni per fondere i due comuni all'interno di una singola entità. Tuttavia, l'unione civica si sciolse, con il recesso di entrambi i comuni, nel mese di novembre del 2012.
L'11 ottobre del 2015 si svolse un referendum per la fusione tra i due comuni, che fu approvata dal 51% dei votanti; il 1º gennaio del 2016 il sindaco fu sostituito dal commissario prefettizio, incaricato dell'amministrazione fino alle elezioni del 5 giugno dello stesso anno.
Di seguito è presentata una tabella relativa alle amministrazioni che si sono succedute in questo comune.
| Periodo        | Periodo          | Primo cittadino     | Partito                                                          | Carica      | Note   |
| -------------- | ---------------- | ------------------- | ---------------------------------------------------------------- | ----------- | ------ |
| 10 luglio 1985 | 26 maggio 1990   | Luciano Panelli     | Democrazia Cristiana                                             | Sindaco     | [ 61 ] |
| 31 maggio 1990 | 24 aprile 1995   | Gaetano Mistura     | Democrazia Cristiana                                             | Sindaco     | [ 61 ] |
| 24 aprile 1995 | 14 giugno 1999   | Giorgio Quarantelli | CDU-Centristi                                                    | Sindaco     | [ 61 ] |
| 14 giugno 1999 | 3 giugno 2004    | Giorgio Quarantelli | CDU-Centristi                                                    | Sindaco     | [ 61 ] |
| 3 giugno 2004  | 14 giugno 2004   | Attilio Ubaldi      |                                                                  | Comm. pref. | [ 61 ] |
| 14 giugno 2004 | 8 giugno 2009    | Manuela Amadei      | Forza Italia - Casa delle Libertà                                | Sindaco     | [ 61 ] |
| 8 giugno 2009  | 26 maggio 2014   | Manuela Amadei      | Forza Italia - Popolo della Libertà                              | Sindaco     | [ 61 ] |
| 26 maggio 2014 | 31 dicembre 2015 | Andrea Censi        | lista civica: "Zibello! Il futuro con noi" - Partito Democratico | Sindaco     | [ 61 ] |